# The Passionate Pilgrim

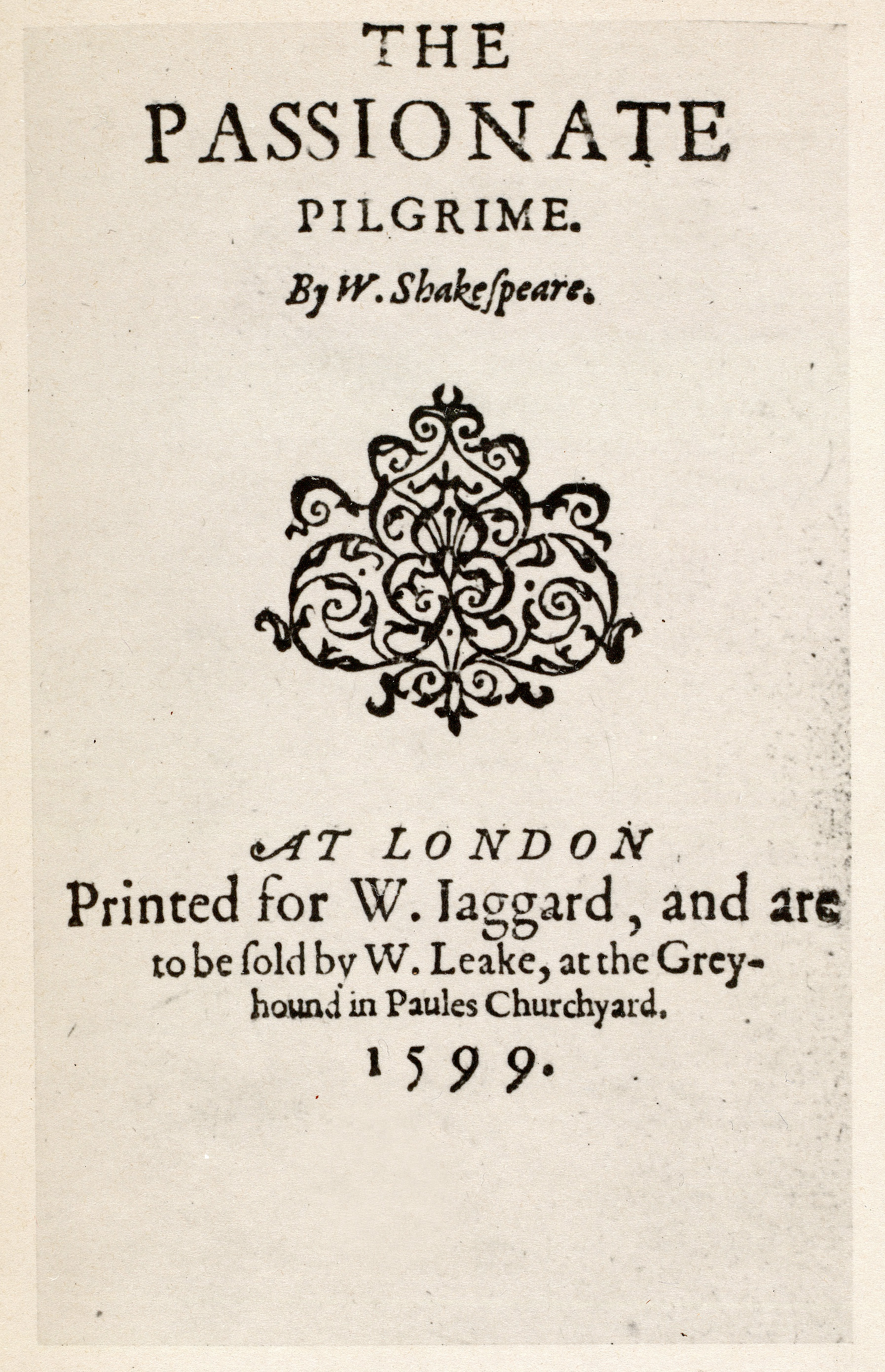

The Passionate Pilgrim é uma antologia de poemas de autoria de  William Shakespeare, publicada em 1599.